# Liste bekannter Persönlichkeiten der TU Braunschweig
Die Liste bekannter Persönlichkeiten der TU Braunschweig gibt einen Überblick über namhafte ehemalige und gegenwärtige Lehrkräfte, Studenten und Menschen, die sich im Laufe der Zeit an der Technischen Universität Braunschweig (TU Braunschweig) verdingten oder ihr anderweitig verbunden sind. Ebenfalls in der Liste stehen Angehörige der Vorgängereinrichtungen und Einrichtungen, welche mit der TU oder einer ihrer Vorgängereinrichtungen fusionierten. Die Lehreinrichtungen sind das Collegium Carolinum, die Technische Hochschule Braunschweig (TH), die Technische Universität Braunschweig, die Bernhard-Rust-Hochschule für Lehrerbildung und die Pädagogische Hochschule Braunschweig (PH).

## A
| Name                                  | Tätigkeit                                                         | Verbindung zur TU Braunschweig                                 |
| ------------------------------------- | ----------------------------------------------------------------- | -------------------------------------------------------------- |
| Wilhelm Alff (1918–1992)              | Politologe                                                        | Professor für politische Wissenschaft und politische Bildung   |
| Ernst Amme (1863–1930)                | Industrieller                                                     | Ehrendoktor der TH                                             |
| Anthony Joseph Arduengo III. (* 1952) | amerikanischer Chemiker, bekannt für stabile Carbene              | Gastdozent am Institut für Anorganische und Analytische Chemie |
| Reza Asghari (* 1961)                 | iranisch-deutscher Wirtschaftswissenschaftler und Politiker (CDU) | Professor für Entrepreneurship                                 |

## B
| Name                                | Tätigkeit                                                                            | Verbindung zur TU Braunschweig |
| ----------------------------------- | ------------------------------------------------------------------------------------ | --- |
| Volker Bach (* 1965)                | mathematischer Physiker und Mathematiker                                             | Professor für Angewandte Analysis                                                                                                 |
| Ewald Banse (1883–1953)             | Geograph, pangermanistischer Hobby-Historiker und Schriftsteller                     | Honorarprofessor für Geographie                                                                                                   |
| Heiner Bartling (* 1946)            | Pädagoge und SPD-Politiker, niedersächsischer Innenminister                          | Studium der Politikwissenschaften und Wirtschaftspädagogik                                                                        |
| Horst von Bassewitz (1932–2020)     | Architekt                                                                            | Studium |
| Gerhard Wilhelm Becker (1927–2012)  | Physiker                                                                             | Präsident der Bundesanstalt für Materialforschung und -prüfung (BAM)                                                              |
| Ernst Otto Beckmann (1853–1923)     | Chemiker, Entdecker der Beckmann-Umlagerung und Entwickler des Beckmann-Thermometers | Habilitation |
| Klaus J. Beckmann (* 1948)          | Stadt- und Verkehrsplaner, Hochschullehrer                                           | Studium des Bauingenieurwesens und Promotion                                                                                      |
| Heinrich Beckurts (1855–1929)       | Apotheker und Chemiker                                                               | Professor der Pharmazeutischen und Angewandten Chemie, Rektor der TH und Ehrensenator                                             |
| Moritz Beyer (1807–1854)            | Agrarwissenschaftler                                                                 | Professor für Landwirtschaftslehre am Collegium Carolinum                                                                         |
| Dieter Biallas (1936–2016)          | Mathematiker                                                                         | |
| Armand Blaschette (1933–2015)       | luxemburgischer Chemiker                                                             | Professor für Anorganische und Analytische Chemie                                                                                 |
| Johann Heinrich Blasius (1809–1870) | Zoologe und Gründer des Botanischen Gartens Braunschweig                             | Professor für Naturgeschichte |
| Oliver Blume (* 1968)               | Vorstandsvorsitzender der Dr. Ing. h. c. F. Porsche AG                               | Studium des Maschinenbaus an der TU Braunschweig                                                                                  |
| Matthias Bode (* 1967)              | Physiker                                                                             | Studium |
| Manfred Bodin (* 1939)              | ehem. Vorstandsvorsitzender der Norddeutschen Landesbank                             | Ehrendoktor der TU (1996) |
| Fauzi Bowo (* 1948)                 | Gouverneur von Jakarta                                                               | Studium der Architektur |
| Wilhelm Bracke (1842–1880)          | Sozialdemokrat, Verleger und Publizist                                               | Studium am Collegium Carolinum |
| Dietmar Brandes (* 1948)            | Botaniker und Bibliothekar                                                           | Professor und Direktor der Universitätsbibliothek                                                                                 |
| Helmut Braß (1936–2011)             | Mathematiker                                                                         | Professor für Angewandte Mathematik; Mitglied und bis 1997 Generalsekretär der Braunschweigischen Wissenschaftlichen Gesellschaft |
| Wolfgang Brezinka (1928–2020)       | deutsch-österreichischer Erziehungswissenschaftler                                   | Ehrendoktor der TU (2001) |
| Petra Broistedt (* 1964)            | Oberbürgermeisterin von Göttingen                                                    | Architekturstudium |
| Adolf Busemann (1901–1986)          | Aerodynamiker                                                                        | Studium des Maschinenbaus und Promotion an der TH Braunschweig                                                                    |
| Heinrich Büssing (1843–1929)        | Erfinder und Unternehmer, Gründer der Büssing AG                                     | Ehrendoktor (Dr. Ing. e. h.) |

## C
| Name                                                 | Tätigkeit                                      | Verbindung zur TU Braunschweig          |
| ---------------------------------------------------- | ---------------------------------------------- | --------------------------------------- |
| Peter Carls (1937–2020)                              | Paläontologe                                   | Professor an der TU Braunschweig        |
| August Claas (1887–1982)                             | Unternehmer, Mitbegründer von Claas            | Studium des Maschinenbaus und Promotion |
| Albrecht Heinrich Carl Conradi (1698 oder 1699–1774) | Kartograf in Braunschweig                      | Hochschullehrer am Collegium Carolinum  |
| Erwin Conradi (* 1935)                               | Manager im Handelsbereich, Leiter der Metro AG | Ehrendoktor (Dr. rer. pol. h. c.)       |

## D
| Name                               | Tätigkeit | Verbindung zur TU Braunschweig |
| ---------------------------------- | --- | --- |
| Ute Daniel (* 1953)                | Historikerin | Professorin für die Geschichte des 19./20. Jahrhunderts und der Frühen Neuzeit                                                               |
| Richard Dedekind (1831–1916)       | Mathematiker, mehrere mathematische Begriffe sind nach ihm benannt (bspw. dedekindsche Schnitte, die Dedekindringe) | Studium der Mathematik am Collegium Carolinum, Direktor des Collegium Carolinum (1872–1875), Professor für Mathematik an der TH Braunschweig |
| Hermann Dießelhorst (1870–1961)    | Physiker | ordentlicher Professor an der Technischen Hochschule Braunschweig                                                                            |
| Karl Heinrich Doetsch (1910–2003)  | Ingenieur | Direktor des Instituts für Flugführung (1961–1980)                                                                                           |
| Paul Dorn (1901–1959)              | Geologe | Professor für Geologie und Mineralogie, 1952–1956 Rektor der TH Braunschweig                                                                 |
| Bernhard Dräsecke (1774–1849)      | evangelischer Theologe, Generalsuperintendent und Bischof                                                           | Besuch des Collegium Carolinums |
| Carl Georg Oscar Drude (1852–1933) | Botaniker und Mitbegründer der Pflanzenökologie als wissenschaftliche Disziplin                                     | Studium der Naturwissenschaften und Chemie am Collegium Carolinum                                                                            |
| Wolf-Walther du Mont (* 1945)      | Chemiker | Professor für Anorganische Chemie |
| Hermann Dürre (1819–1893)          | Historiker | Lehrender am Collegium Carolinum |

## E
| Name                                  | Tätigkeit                                               | Verbindung zur TU Braunschweig |
| ------------------------------------- | ------------------------------------------------------- | --- |
| Johann Arnold Ebert (1723–1795)       | Schriftsteller, Literaturhistoriker und Hochschullehrer | ordentlicher Professor am Collegium Carolinum |
| Manfred Eigen (1927–2019)             | Biophysiker und Physikochemiker                         | ab 1965 Honorarprofessor an der TU Braunschweig. Eigen wurde 1967 in Anerkennung seiner Arbeiten zur Geschwindigkeitsmessung von schnellen chemischen Reaktionen der Nobelpreis für Chemie verliehen. |
| Matthias Epple (* 1966)               | Chemiker                                                | Studium der Chemie, Promotion (Dr. rer. nat.) |
| Heiner Erke (1939–2007)               | Psychologe                                              | Professor an der TU |
| Johann Joachim Eschenburg (1743–1820) | Literaturhistoriker und Hochschullehrer                 | außerordentlicher Professor, Professor der schönen Literatur und der Philosophie |

## F
| Name                                 | Tätigkeit                                                                            | Verbindung zur TU Braunschweig                                                                           |
| ------------------------------------ | ------------------------------------------------------------------------------------ | --- |
| Johann Andreas Fabricius (1696–1769) | Lehrer und Gelehrter der Sprachwissenschaft                                          | Professor für Philosophie am Collegium Carolinum                                                         |
| Heike Faßbender (* 1963)             | Mathematikerin                                                                       | Professorin für Numerische Mathematik ab 2002                                                            |
| Kristin Feireiss (1942–2025)         | Ausstellungskuratorin und Architekturkritikerin                                      | Ehrendoktor der TU                                                                                       |
| August Fink (1890–1963)              | Kunsthistoriker                                                                      | Professor an der TH Braunschweig                                                                         |
| Herbert Freundlich (1880–1941)       | Chemiker, Grundlagenforscher in der Kolloidchemie                                    | Professor                                                                                                |
| Christian Karl Frey (* 1977)         | Historiker, Burgenforscher                                                           | Studium am Historischen Seminar 1998–2004, Promotion 2012, Wissenschaftlicher Mitarbeiter 2010–2014      |
| Hans Försching (1930–2016)           | Ingenieur, ab 1969 Direktor des Instituts für Aeroelastizität der DFVLR in Göttingen | Professor für Aeroelastik an der TU Braunschweig ab 1975                                                 |
| Robert Fricke (1861–1930)            | Mathematiker                                                                         | Professor für höhere Mathematik ab 1894                                                                  |
| Kurt Friedrichs (1901–1982)          | Mathematiker                                                                         | Professor und Ehrendoktor der TH                                                                         |
| Karl Fries (1875–1962)               | Chemiker, Namensgeber der Fries-Umlagerung                                           | Professor und Leiter des Chemischen Instituts                                                            |
| Wolfgang Fritz (* 1951)              | Ökonom                                                                               | Professor für Betriebswirtschaftslehre                                                                   |
| Edmund Frohne (1891–1971)            | Verkehrswissenschaftler und Politiker, Präsident der Deutschen Bundesbahn            | Honorarprofessor an der TH Braunschweig                                                                  |
| Hermann Funke (* 1932)               | Architekt, Stadtplaner und Journalist                                                | 1965 Promotion an der TH Braunschweig, Mitarbeiter am Lehrstuhl und im Büro von Friedrich Wilhelm Krämer |

## G
| Name                                                 | Tätigkeit                                                               | Verbindung zur TU Braunschweig                                                                       |
| ---------------------------------------------------- | ----------------------------------------------------------------------- | --- |
| Karl Christian Gärtner (1712–1791)                   | Schriftsteller                                                          | Professor für Redekunst und Sittenlehre am Collegium Carolinum, zu dessen ersten Dozenten er gehörte |
| Günther Garbrecht (1925–2019)                        | Bauingenieur, Bautechnikhistoriker und Hochschullehrer.                 | Professor; Lehrstuhl Wasser-, Fluss-, Kanal- und Talsperrenbau                                       |
| Ludwig de Gasc                                       | Freund Lessings                                                         | Professor für deutsche Literatur und französische Sprache                                            |
| Johann Gustav Gassner (1881–1955)                    | Botaniker, Präsident der Deutschen Botanischen Gesellschaft             | Professor für Botanik, Rektor der TH Braunschweig, Ehrensenator                                      |
| Carl Friedrich Gauß (1777–1855)                      | Mathematiker, Astronom, Geodät und Physiker                             | Studium am Collegium Carolinum                                                                       |
| Gerhard Gerlich (1942–2014)                          | Physiker                                                                | Professor für mathematische Physik                                                                   |
| Theodor Geiger (1891–1952)                           | Soziologe und ein bahnbrechender Autor zur sozialen Schichtung          | erster Professor für Soziologie                                                                      |
| Meinhard von Gerkan (1935–2022)                      | Architekt                                                               | Studium der Architektur, Professor für Baugestaltung (Gebäudelehre und Entwerfen)                    |
| Erich Giese (* 1876–nach 1945)                       | Verkehrswissenschaftler                                                 | Professor an der TH Braunschweig                                                                     |
| Berthold Gockell (1927–2006)                         | Architekt                                                               | Ordinarius für Technischen Ausbau, Dekan der Fakultät für Bauwesen                                   |
| Werner Goebel (* 1939)                               | Mikrobiologe                                                            | Professor für Biochemie                                                                              |
| Johannes Göderitz (1888–1978)                        | Architekt und Stadtplaner                                               | Honorarprofessor an der TH Braunschweig für Landesplanung, Städtebau und Wohnungswesen               |
| Hermann von Görtz-Wrisberg (1819–1889)               | Jurist, Finanzfachmann, Politiker und braunschweigischer Staatsminister | Besuch des Collegium Carolinums                                                                      |
| Johann Götschl (* 1939)                              | österreichischer Philosoph und Wissenschaftstheoretiker                 | Gastprofessor                                                                                        |
| Martin Gosebruch (1919–1992)                         | Kunsthistoriker                                                         | Professor, Gründer und langjähriger Leiter des Kunsthistorischen Instituts                           |
| Johann Ludwig Christian Carl Gravenhorst (1777–1857) | Zoologe                                                                 | Besuch des Collegium Carolinums                                                                      |
| Uta Graff (* 1970)                                   | Architektin und Universitätsprofessorin                                 | Studium der Architektur                                                                              |
| Jörg Grunenberg (* 1967)                             | Chemiker                                                                | Professor für Computerchemie                                                                         |

## H
| Name                                | Tätigkeit                                                                    | Verbindung zur TU Braunschweig |
| ----------------------------------- | ---------------------------------------------------------------------------- | --- |
| Lothar Hagebölling (* 1952)         | Spitzenbeamter                                                               | Promotion, Hon.-Prof. |
| Theodora Hantos (* 1945)            | ungarisch-deutsche Althistorikerin, Rektorin der Universität Siegen          | Professorin, Habilitation |
| Egbert Harbert (1882–1968)          | Geodät                                                                       | Professor |
| Heiko Harborth (* 1938)             | Mathematiker                                                                 | Professor an der Technischen Universität Braunschweig |
| Hans-Heinrich Harms (* 1947)        | Leiter des Instituts für Landmaschinen und Fluidtechnik im Ruhestand         | Professor |
| Kurt Hassebrauk (1901–1983)         | Studium der Pharmazie an der Technischen Hochschule Braunschweig             | Professor, Phytomediziner |
| Konrad Hecht (1918–1980)            | Bauforscher und Architekturhistoriker                                        | Professor an der TH Braunschweig |
| Reinhold Heidecke (1881–1960)       | Mitbegründer des Kameraherstellers Rollei                                    | Ehrendoktor |
| Ernst Wilhelm Heine (1940–2023)     | Architekt und Schriftsteller                                                 | Studium der Architektur und Stadtplanung |
| Konrad Henkel (1915–1999)           | Industrieller, Chef des Henkel-Konzerns und Chemiker                         | Studium der Chemie an der Technischen Hochschule |
| Walter Henn (1912–2006)             | Architekt und Bauingenieur                                                   | Professor für Industriebau |
| Justus Herrenberger (1920–2014)     | Architekt                                                                    | Studium der Architektur (1939–1940/1946–1947), Assistent bei Professor Daniel Thulesius und Professor Friedrich Wilhelm Kraemer (1948–1953), Professor für Baukonstruktion an der TU Braunschweig (1959–1985) |
| Georg Herting (1872–1951)           | Bildhauer                                                                    | Lehrer für Ornament- und Figuren-Modellieren |
| Richard Heß (1937–2017)             | Künstler                                                                     | Assistent von Professor Jürgen Weber an der Architekturfakultät |
| Jürgen Hesselbach (* 1949)          | Maschinenbauer                                                               | Präsident der TU Braunschweig von 2005 bis 2017 |
| Jakob Hofmann (1876–1955)           | Bildhauer                                                                    | Professor für Aktzeichnen und Modellieren |
| Henning Hopf (* 1940)               | Chemiker                                                                     | Professor für Organische Chemie |
| August Horch (1868–1951)            | Maschinenbauingenieur und Gründer der Automobilbauunternehmen Horch und Audi | Ehrendoktor der TH Braunschweig |
| Horst Horrmann (* 1941)             | Politiker, niedersächsischer Kultusminister                                  | Studium für Höheres Lehramt |
| Georg Ferdinand Howaldt (1802–1883) | Goldschmied, Bildhauer und Erzgießer                                         | Professor am Collegium Carolinum |
| Otto Hummel (1892–1980)             | Betriebswirt                                                                 | Honorarprofessor an der TH Braunschweig |

## I, J
| Name                                           | Tätigkeit                                       | Verbindung zur TU Braunschweig                                                                                 |
| ---------------------------------------------- | ----------------------------------------------- | --- |
| Hans Herloff Inhoffen (1906–1992)              | Chemiker, Rektor der TH Braunschweig            | Professor für Organische Chemie                                                                                |
| Dieter Jahn (* 1959)                           | Biochemiker und Mikrobiologe                    | Professor für Mikrobiologie                                                                                    |
| Friedrich Jarchow (1926–2011)                  | Studium Maschinenbau an der TH                  | Professor am Lehrstuhl für Maschinenelemente, Getriebe und Kraftfahrzeuge an der Ruhr-Universität Bochum (RUB) |
| Johann Friedrich Wilhelm Jerusalem (1709–1789) | protestantischer Theologe                       | Initiator und Mitbegründer des 1745 gegründeten Collegium Carolinum                                            |
| Brigitte Jockusch (* 1939)                     | Zellbiologin                                    | Professorin für Zoologie                                                                                       |
| Max Jüdel (1845–1910)                          | Industrieller                                   | Ehrendoktor der TH Braunschweig                                                                                |
| Eduard Justi (1904–1986)                       | Pionier der Brennstoffzellen- und Solar-Technik | Gründer und Leiter des Institut für Angewandte Physik 1946–1974                                                |

## K
| Name                                                            | Tätigkeit                                                                   | Verbindung zur TU Braunschweig                                                 |
| --------------------------------------------------------------- | --------------------------------------------------------------------------- | ------------------------------------------------------------------------------ |
| Henning Kagermann (* 1947)                                      | Physiker und Manager, Vorstandssprecher der SAP AG                          | Promotion, Habilitation und außerplanmäßiger Professor für Theoretische Physik |
| Nicole C. Karafyllis (* 1970)                                   | deutsch-griechische Philosophin und Biologin                                | Professorin für Philosophie                                                    |
| Karl I. (1713–1780)                                             | Herzog zu Braunschweig-Lüneburg, Fürst von Braunschweig-Wolfenbüttel-Bevern | Gründer des Collegium Carolinums                                               |
| Anke Kaysser-Pyzalla (* 1966)                                   | Materialwissenschaftlerin und Maschinenbauerin                              | Präsidentin der TU Braunschweig, 2017–2020                                     |
| Bernhard Kiekenap (1930–2020)                                   | Manager und Historiker, Honorarprofessor an der Universität Hannover        | Ehrendoktor der TU Braunschweig                                                |
| Ernst August Friedrich Klingemann alias Bonaventura (1777–1831) | Schriftsteller der Romantik (Nachtwachen)                                   | Schulausbildung am Collegium Carolinum                                         |
| Joachim Klein (* 1935)                                          | Chemiker, Biotechnologe und Hochschullehrer                                 | ab 1972 Ordinarius an der TU Braunschweig                                      |
| Klaus von Klitzing (* 1943)                                     | Physiker, Nobelpreis für Physik 1985                                        | Studium der Physik                                                             |
| Friedhart Knolle (* 1955)                                       | Geologe und Naturschützer                                                   | Promovierte 2008                                                               |
| Julius Konegen (1857–1916)                                      | Industrieller                                                               | Ehrendoktor der TH                                                             |
| Heinrich Koppe (1891–1963)                                      | Flugmeteorologe                                                             | Professor an der TH                                                            |
| Hans-Joachim Kowalsky (1921–2010)                               | Mathematiker, Verfasser eines bekannten Lehrbuchs zur Linearen Algebra      | Professor an der TH                                                            |
| Wolfgang Kowalsky (* 1958)                                      | Physiker, Leibniz-Preisträger 2002                                          | Professor                                                                      |
| Friedrich Wilhelm Kraemer (1907–1990)                           | Architekt                                                                   | Professor für Gebäudelehre und Entwerfen                                       |
| Jürgen Krahl (* 1962)                                           | Chemiker, Präsident der Hochschule Ostwestfalen-Lippe                       | Studium der Chemie                                                             |
| Wolfgang Krebs (1933–1981)                                      | Geologe                                                                     | Professor, Dekan der Naturwissenschaftlichen Fakultät                          |
| James Krüss (1926–1997)                                         | Dichter und Schriftsteller                                                  | Studium an der Bernhard-Rust-Hochschule                                        |
| Bernd-Olaf Küppers (* 1944)                                     | Biophysiker                                                                 | Promotion bei Manfred Eigen                                                    |
| Lars Krückeberg                                                 | Architekt                                                                   | Studium, Mitgründer Graft Gesellschaft von Architekten                         |

## L
| Name                                  | Tätigkeit                                    | Verbindung zur TU Braunschweig |
| ------------------------------------- | -------------------------------------------- | --- |
| Bernd-Peter Lange (Anglist) (* 1943)  | Anglist                                      | Professor |
| Karl Lange (Historiker) (1893–1983)   | Historiker                                   | außerplanmäßiger Professor |
| Kurt Lange (Ingenieur) (1919–2009)    | Maschinenbauer                               | Student |
| Rudolf Lange (Journalist) (1914–2007) | Journalist                                   | Student |
| Julius de Lattin (19./20. Jh.)        | belgisch-flämischer Architekt                | Lektor für französische Sprache in der kulturwissenschaftlichen Abteilung, Entlassung 1933                                                              |
| Gustav Adolf Lehmann (* 1942)         | Professor für Alte Geschichte                | Wissenschaftlicher Rat und Professor an der TU Braunschweig                                                                                             |
| Louis le Roy (1924–2012)              | niederländischer Architekt und „Öko-Pionier“ | Honorarprofessor für Ökologie und experimentelle Umweltgestaltung im Studiengang Architektur                                                            |
| Adolf Ledebur (1837–1906)             | Metallurge und der Entdecker des Ledeburit   | Studium am Collegium Carolinum |
| Manfred Lehmbruck (1913–1992)         | Architekt                                    | Professur |
| Otto Lellep (1884–1975)               | Metallurge und Erfinder                      | Erfinder des Lepol-Ofens für die Zementproduktion, dazu 1930 promoviert                                                                                 |
| Friedrich Lenz (1885–1968)            | Nationalökonom                               | Hochschullehrer an der TH |
| Ludwig Leichtweiß (1878–1958)         | Wasserbauingenieur und Hochschullehrer       | Professor; Lehrstuhl Wasser-, Fluss-, Kanal- und Talsperrenbau                                                                                          |
| Fritz Limmer (1881–1947)              | Chemiker, Hochschullehrer und Fotograf       | Habilitation (1909) und Privatdozent (1909–1912) an der TH Braunschweig                                                                                 |
| Roland Lindner (1921–nach 2002)       | Kern- und Radiochemiker                      | von 1961 bis 1971 ordentlicher Professor am Institut für Kern- und Radiochemie; Schüler von Otto Hahn; Leiter des Europäischen Instituts für Transurane |
| Christian Thomas Lipski (* 1981)      | Informatiker                                 | Erfinder der virtuellen Videokamera |
| Fred Jochen Litterst (* 1945)         | Physiker                                     | Präsident der TU Braunschweig von 1999 bis 2004 |
| Erich Walter Lotz (1895–1966)         | Oberstadtdirektor                            | Ehrensenator und Ehrendoktor |
| Arthur Lüdicke (1851–1940/42)         | Ingenieur                                    | Professor, Ehrensenator und Rektor |
| Otto Lutz (1906–1974)                 | Ingenieur und Unternehmer                    | Professor; Lehrstuhl für Maschinenelemente und Fördertechnik                                                                                            |

## M
| Name                                  | Tätigkeit                                              | Verbindung zur TU Braunschweig                                             |
| ------------------------------------- | ------------------------------------------------------ | -------------------------------------------------------------------------- |
| Volkwin Marg (* 1936)                 | Architekt                                              | Studium der Architektur                                                    |
| Erwin Otto Marx (1893–1980)           | Ingenieurwissenschaftler                               | Professor, Rektor der TH Braunschweig                                      |
| Margarita Mathiopoulos (* 1956)       | Unternehmerin und Politikwissenschaftlerin             | Honorar-Professorin für US-Außenpolitik und Internationale Sicherheit      |
| Eduard Maurer (1886–1969)             | Chemiker und Metallurge, entwickelte den V2A-Stahl     | Studium der Chemie an der Technischen Hochschule                           |
| Florian Mausbach (* 1944)             | Präsident des Bundesamtes für Bauwesen und Raumordnung | Studium der Architektur                                                    |
| Pavel Mayer (* 1965)                  | Politiker der Piratenpartei                            | Studium der Informatik                                                     |
| Paul Mebes (1872–1938)                | Architekt, Architekturtheoretiker und Hochschullehrer  | Studium der Architektur, Ehrendoktor                                       |
| Franz Meier (1958–2011)               | Anglist                                                | Professor am Englischen Seminar                                            |
| Helmut Meier (1897–1973)              | Germanist                                              | Dozent an der Kant-Hochschule für Lehrerbildung in Braunschweig            |
| Paul Jonas Meier (1857–1946)          | Archäologe, Direktor des Herzoglichen Museums          | Professor für Kunstgeschichte                                              |
| Ulrich Menzel (* 1947)                | Politologe                                             | Professor für internationale Beziehungen und vergleichende Regierungslehre |
| Fritz-Juergen Meyer (1891–1968)       | Botaniker                                              | Professor für Kulturtechnische Botanik                                     |
| Reinhard Meyer (* 1959)               | Studium Politikwissenschaft und Geschichte             | Staatssekretär                                                             |
| Tanja Michael (* 1971)                | Studium Psychologie                                    | Professorin für Klinische Psychologie                                      |
| Peter Michelsen (1923–2008)           | Germanist                                              | Professor                                                                  |
| Ludwig Mies van der Rohe (1886–1969)  | Architekt                                              | Ehrendoktor                                                                |
| Dietrich Möller (1927–2015)           | Geodät und deren Anwendungen                           | Professor für Geodäsie                                                     |
| Willy Moog (1888–1935)                | Philosoph und Reformpädagoge                           | Professor für Philosophie, Pädagogik und Psychologie                       |
| Carl Mühlenpfordt (1878–1944)         | Architekt und Stadtplaner                              | Professor für Architektur                                                  |
| Elisabeth Müller-Luckmann (1920–2012) | Psychologin                                            | Professorin für Psychologie                                                |

## N
| Name                                  | Tätigkeit                                     | Verbindung zur TU Braunschweig                    |
| ------------------------------------- | --------------------------------------------- | ------------------------------------------------- |
| Friedrich Wilhelm Neuffer (1882–1960) | Bauingenieur und Wissenschaftler              | Ehrendoktor (Dr.-Ing. E. h.)                      |
| Heinrich Nordhoff (1899–1968)         | VW-Generaldirektor bzw. Vorstandsvorsitzender | Ehrendoktor (Dr.-Ing. E. h.) und Honorarprofessor |

## O
| Name                         | Tätigkeit               | Verbindung zur TU Braunschweig           |
| ---------------------------- | ----------------------- | ---------------------------------------- |
| Dieter Oesterlen (1911–1994) | Architekt               | Professor für Gebäudelehre und Entwerfen |
| Robert Otto (1837–1907)      | Chemiker und Pharmazeut | Professor                                |

## P
| Name                                  | Tätigkeit                                  | Verbindung zur TU Braunschweig                                                                                                |
| ------------------------------------- | ------------------------------------------ | --- |
| Reinhard Pekrun (* 1952)              | Psychologe                                 | Studium der Psychologie, Pädagogik und Philosophie                                                                            |
| Christian Petersen (* 1931)           | Bauingenieur, Stahlbauer                   | Ehrenpromotion 1998 |
| Carl Pfleiderer (1881–1960)           | Maschinenbauingenieur                      | Professor und Prorektor |
| Renate Jürgens-Pieper (* 1951)        | Kultusministerin, Senatorin                | Studium der Biologie und Chemie                                                                                               |
| Agnes Pockels (1862–1935)             | Physikerin und Chemikerin                  | Ehrendoktorin der TH Braunschweig 1932                                                                                        |
| Dietrich Peter Pretschner (1938–2007) | Mediziner und Informatiker                 | Gründer und Leiter des Institut für Medizinische Informatik; Gründungsmitglied des Berufsverbandes Medizinischer Informatiker |
| Matthias Puhle (* 1955)               | Historiker für Mittelalterliche Geschichte | Studium an der TU Braunschweig                                                                                                |
| Leo Pungs (1883–1979)                 | Elektrotechniker                           | Gründer (1927) und bis 1954 Leiter des Instituts für Schwachstromtechnik                                                      |
| Wolfram Putz (* 1968)                 | Architekt                                  | Studium, Mitgründer GRAFT |

## Q
| Name                      | Tätigkeit                                        | Verbindung zur TU Braunschweig    |
| ------------------------- | ------------------------------------------------ | --------------------------------- |
| Adolf Quensen (1851–1911) | Hofdekorations- und Kirchenmaler des Historismus | Ausbildung am Collegium Carolinum |

## R
| Name                            | Tätigkeit                                        | Verbindung zur TU Braunschweig                                                                                                |
| ------------------------------- | ------------------------------------------------ | --- |
| Paul Raabe (1927–2013)          | Literaturwissenschaftler und Bibliotheksfachmann | Ehrendoktor der TU |
| Roland Rainer (1910–2004)       | österreichischer Architekt                       | Professor |
| Bernd Rebe (1939–2013)          | Rechtswissenschaftler                            | Präsident der TU Braunschweig von 1983 bis 1999                                                                               |
| Carola Reimann (* 1967)         | Bundestagsabgeordnete (SPD) und Biotechnologin   | Studium der Biotechnologie |
| Ulrich Reimers (* 1952)         | Ingenieur                                        | Studium des Elektroingenierwesens; Promotion am Institut für Nachrichtentechnik; Professur am Institut für Nachrichtentechnik |
| Erich Reinefeld (* 1920)        | Chemiker und Lehrstuhlinhaber                    | Direktor des Instituts für landwirtschaftliche Technologie und Zuckerindustrie                                                |
| Heinrich Rodenstein (1902–1980) | Pädagoge                                         | Rektor der Pädagogischen Hochschule Braunschweig                                                                              |
| Julius Rolffs (1868–1946)       | Architekt                                        | Studium der Architektur |
| Jürgen Ruge                     | Ingenieur                                        | Professur am Institut für Schweißtechnik                                                                                      |
| Nina Ruge (* 1956)              | Fernsehmoderatorin und Journalistin              | Studium der Germanistik und Biologie für das Lehramt                                                                          |
| Hermann Rohling (* 1946)        | Ingenieur                                        | Professur am Institut für Nachrichtentechnik (1988–1999)                                                                      |

## S
| Name                                              | Tätigkeit                                                                                           | Verbindung zur TU Braunschweig |
| ------------------------------------------------- | --------------------------------------------------------------------------------------------------- | --- |
| Ernst Saljé (* 1919)                              | Ingenieur                                                                                           | ab 1971 ordentlicher Professor für Werkzeugmaschinen und Fertigungstechnik an TH und TU |
| Hermann Schaefer (1907–1969)                      | Mathematiker und Hochschullehrer für Technische Mechanik                                            | ordentlicher Professor und Leiter des Instituts für Technische Mechanik |
| Adolf Scheibe (1895–1958)                         | Entwickler der Quarzuhr in Deutschland und Entdecker der Inkonstanz der Erdrotationsgeschwindigkeit | Honorarprofessor |
| Jost Schillemeit (1931–2002)                      | Literaturwissenschaftler                                                                            | Professor an der TU Braunschweig |
| Konrad Arnold Schmid (1716–1789)                  | Schriftsteller und Philologe                                                                        | Professor für Religionswissenschaft und Latein am Collegium Carolinum |
| Ulrich Schmidt-Rohr (1926–2006)                   | Kernphysiker                                                                                        | Student an der TH Braunschweig |
| Otto Heinrich Theodor Schmitz (1879–1965)         | Ingenieur                                                                                           | Studium an der TH, Assistent für darstellende Geometrie (1903), Abschluss als Diplom-Ingenieur (1904), Ordentlicher Professor für mechanische Technologie (ab 1921), Leiter des Instituts für Werkzeugmaschinenbau und Fertigungstechnik, Rektor der TH Braunschweig (1930–1932), Lehrstuhl für Werkstoffkunde und Schweißtechnik (nach Kriegsende bis 1948) |
| Reinhard Schmutzler (1934–2014)                   | Chemiker                                                                                            | Professor für Anorganische Chemie |
| Ferdinand Schneider (1911–1984)                   | Chemiker                                                                                            | Ordinarius |
| Gerhard Schrader (1903–1990)                      | Chemiker                                                                                            | Studium der Chemie an der TH Braunschweig |
| Gebhard von der Schulenburg-Wolfsburg (1763–1818) | Hofbeamter und Politiker                                                                            | Studium der Naturwissenschaften am Collegium Carolinum |
| Helmut C. Schulitz (* 1936)                       | Architekt                                                                                           | Professor für Baukonstruktionen und Industriebau (1982–2001) |
| Fritz Schumacher (1869–1947)                      | Architekt, Stadtplaner und Oberbaudirektor in Hamburg, Mitbegründer des Deutschen Werkbundes        | Ehrendoktor |
| Fritz Schupp (1896–1974)                          | Architekt                                                                                           | Ehrendoktor |
| Albert Schweitzer (1875–1965)                     | Arzt, Philosoph, Friedensnobelpreis (1952)                                                          | Ehrendoktor |
| Petra Schwille (* 1968)                           | Physikerin                                                                                          | Promotion an der TH Braunschweig |
| Hans-Christoph Seebohm (1903–1967)                | Bundesminister                                                                                      | Ehrendoktor und Ehrensenator |
| Ulrich Seiffert (* 1941)                          | Ingenieur                                                                                           | Studium des Maschinenbaus, Honorarprofessor |
| Hanns Simons (1925–1984)                          | Bauingenieur                                                                                        | Professor und Leiter des Instituts für Grundbau und Bodenmechanik |
| Hans Sommer (1837–1922)                           | Mathematiker, Komponist und Pionier des musikalischen Urheberschutzes                               | Studium am Collegium Carolinum (1851–1854), Professor für Mathematik (1866–1884) und Direktor der TH Braunschweig (1875–1881) |
| Wilhelm Spies (1830–1901)                         | Reichsgerichtsrat und Braunschweiger Justiz- und Kultusminister                                     | Lehrbeauftragter für Rechtswissenschaft am Collegium Carolinum |
| Günter Spur (1928–2013)                           | Ingenieurwissenschaftler                                                                            | Studium des Maschinenbaus an der TH Braunschweig |
| Hermann Stefan (1904–1980)                        | Neurologe und Psychiater, nach 1945 wegen NS-Mitgliedschaft entfernt                                | Dozent für Neurologie und Psychiatrie 1942–1945, ab 1943 bei der Wehrmacht |
| Thomas Steg (* 1960)                              | stellvertretender Sprecher der deutschen Bundesregierung                                            | Studium der Psychologie |
| Ferdinand Stracke (1935–2023)                     | Stadtplaner                                                                                         | Professor für Städtebau, Wohnungswesen und Landesplanung der Technischen Universität Braunschweig |
| Alfred Stroppel (1934–2023)                       | Ingenieur; Dr. Ing Braunschweig                                                                     | Professor für Verfahrenstechnik im Pflanzenbau an der Universität Hohenheim |

## T
| Name                            | Tätigkeit                                                                         | Verbindung zur TU Braunschweig                              |
| ------------------------------- | --------------------------------------------------------------------------------- | ----------------------------------------------------------- |
| Matthias Tamm (* 1967)          | Chemiker                                                                          | Professor für Anorganische und Analytische Chemie           |
| Bernhard H. F. Taureck (* 1943) | Philosoph                                                                         | Professor für Philosophie                                   |
| Hadi Teherani (* 1954)          | in Deutschland lebender Architekt iranischer Herkunft                             | Studium der Architektur                                     |
| Heinrich Thiel (1855–1925)      | Industriekapitän                                                                  | Studium der Bau- und Hüttenkunde                            |
| Willi Thiele (1915–2000)        | Verwaltungsjurist                                                                 | Honorarprofessor für Rechtswissenschaft                     |
| Harmen Thies (* 1941)           | Professor am Institut für Baugeschichte                                           | Studium der Architektur und Kunstgeschichte                 |
| Ferdinand Tiemann (1848–1899)   | Chemiker, synthetisierte erstmals TNT und Vanillin                                | Studium der Pharmazie                                       |
| Alfred Tode (1900–1996)         | Prähistoriker und Archäologe                                                      | Lehrbeauftragter an der Technischen Hochschule Braunschweig |
| Wolfgang Trapp (1918–2003)      | Direktor des Bayerischen Landesamtes für Maß und Gewicht in München               | Promovierte 1954 der TH Braunschweig                        |
| Franz Trinks (1852–1931)        | Erfinder der „Trinks-Arythmotyp“, der ersten schreibenden Rechenmaschine der Welt | Ehrendoktor der TH Braunschweig                             |

## U
| Name                        | Tätigkeit                 | Verbindung zur TU Braunschweig                       |
| --------------------------- | ------------------------- | ---------------------------------------------------- |
| Constantin Uhde (1836–1905) | Architekt                 | Professor für Antike Baukunst am Collegium Carolinum |
| Aykut Ünyazıcı (* 1936)     | türkischer Fußballspieler | Studium des Maschinenbaus an der TH Braunschweig     |

## V
| Name                     | Tätigkeit                                                                                   | Verbindung zur TU Braunschweig        |
| ------------------------ | ------------------------------------------------------------------------------------------- | ------------------------------------- |
| Klaus Volkert (* 1942)   | Betriebsratsvorsitzender                                                                    | ehem. Ehrendoktor der TU Braunschweig |
| Gerhard Vollmer (* 1943) | Physiker und Philosoph, Brückenbauer zwischen Naturwissenschaften und Geisteswissenschaften | Professor für Philosophie             |

## W
| Name                           | Tätigkeit                                                                                          | Verbindung zur TU Braunschweig                                                                         |
| ------------------------------ | -------------------------------------------------------------------------------------------------- | --- |
| Ulrich Wannagat (1923–2003)    | Chemiker                                                                                           | Professor für Anorganische Chemie                                                                      |
| Friedrich Weber (1949–2015)    | evangelischer Theologe und Landesbischof der Evangelisch-Lutherischen Landeskirche in Braunschweig | Honorarprofessor. Ehemaliger Vorsitzender des Hochschulrats und Lehrbeauftragter für Kirchengeschichte |
| Jürgen Weber (1928–2007)       | Bildhauer                                                                                          | Professor für elementares Formen                                                                       |
| Thomas Willemeit               | Architekt                                                                                          | Studium, Mitgründer Graft Gesellschaft von Architekten                                                 |
| Michael Wink (* 1951)          | Biologe                                                                                            | Promotion (Dr. rer. nat.)                                                                              |
| Hinnerk Wehberg (* 1936)       | Landschaftsarchitekt                                                                               | Professor für Landschaftsplanung am ISL bis 2002                                                       |
| Steen Olaf Welding (1936–2019) | Philosoph                                                                                          | außerplanmäßiger Professor                                                                             |
| Hans Wolff (1938–2023)         | Mathematiker                                                                                       | außerplanmäßiger Professor                                                                             |
| Fritz H. Wolters (1905–1981)   | Bauingenieur                                                                                       | Studium, Promotion, Habilitation, Dozent, Honorarprofessor in Aachen                                   |

## X, Y, Z
| Name                                           | Tätigkeit                                                                         | Verbindung zur TU Braunschweig                                     |
| ---------------------------------------------- | --------------------------------------------------------------------------------- | ------------------------------------------------------------------ |
| Justus Friedrich Wilhelm Zachariae (1726–1777) | Schriftsteller, Literaturhistoriker und Komponist                                 | ordentlicher Professor für Dichtkunst am Collegium Carolinum       |
| Andreas Zeller (* 1965)                        | Informatiker                                                                      | wissenschaftlicher Mitarbeiter                                     |
| Gilbert Ziebura (1924–2013)                    | Politikwissenschaftler                                                            | Professor                                                          |
| Walther Christoph Zimmerli (* 1945)            | Schweizer Philosoph und Gründungspräsident der Volkswagen AutoUni Wolfsburg       | Professor und Honorarprofessor                                     |
| Georg Heinrich Zincke (1692–1769)              | Wirtschaftswissenschaftler, Begründer einer „Betriebswirtschaftslehre“ und Jurist | Professor für Kameral- und Polizeywissenschaften von 1746 bis 1769 |